# SNIFF OUT!
「SNIFF OUT!」（スニフアウト!）は、コブクロの5作目の配信限定シングル。2016年2月10日にワーナーミュージック・ジャパンから発売された。

## 解説
テレビ東京系ドラマ「警視庁ゼロ係〜生活安全課なんでも相談室〜」の主題歌として書き下ろされた楽曲。

「SNIFF OUT」とは嗅ぎ分けるという意味で、人間の心の中で戦う『真実』と『嘘』を嗅ぎ分けることにスポットが当てられている。

## 収録曲
作詞・作曲：小渕健太郎、編曲：コブクロ
1. SNIFF OUT!
テレビ東京系ドラマ「警視庁ゼロ係〜生活安全課なんでも相談室〜」主題歌

## 収録アルバム
- TIMELESS WORLD
- ALL TIME BEST 1998-2018